# بوریس گریگوریانتس
بوریس گریگوریانتس (انگلیسی: Boris Grigorýanc؛ ۱ ژانویهٔ ۱۹۵۳ – ۲ نوامبر ۲۰۱۶ در عشق‌آباد) مربی فوتبال ارمنی‌تبار اهل ترکمنستان بود.

## مربیگری
از باشگاه‌ها و تیم‌هایی که در وی در آن مربی‌گری نموده است می‌توان به تیم ملی فوتبال ترکمنستان اشاره کرد